# Цинна (Торгау)
Цинна (нем. Zinna) — бывшая коммуна в немецкой федеральной земле Саксония. С 1 января 2013 года входит в состав города Торгау.
Подчиняется административному округу Лейпциг и входит в состав района Северная Саксония.
Население составляет 1494 человека (на 31 декабря 2010 года). Занимает площадь 12,20 км². Официальный код района 14 3 89 380.
Коммуна подразделялась на 2 сельских округа.